# Saturn Award für den besten TV-Nebendarsteller
Folgende Darsteller haben den Saturn Award für den besten TV-Nebendarsteller gewonnen:
| Jahr |                | Preisträger        | Film oder Serie              | Weitere Nominierungen |
| ---- | -------------- | ------------------ | ---------------------------- | --- |
| 2000 |                | Dennis Haysbert    | Future Man                   | Nicholas Brendon für Buffy – Im Bann der Dämonen Colm Feore für Der Sturm des Jahrhunderts Jeremy London für Reise zum Mittelpunkt der Erde James Marsters für Buffy – Im Bann der Dämonen Robert Picardo für Star Trek: Raumschiff Voyager                         |
| 2001 |                | James Marsters     | Buffy – Im Bann der Dämonen  | Alexis Denisof für Angel – Jäger der Finsternis Anthony Head für Buffy – Im Bann der Dämonen Michael Weatherly für Dark Angel Brendan Fehr für Roswell Michael Shanks für Stargate – Kommando SG-1                                                                  |
| 2002 |                | Michael Rosenbaum  | Smallville                   | James Marsters für Buffy – Im Bann der Dämonen Michael Weatherly für Dark Angel Connor Trinneer für Star Trek: Enterprise Anthony Simcoe für Farscape Christopher Judge für Stargate – Kommando SG-1                                                                |
| 2003 |                | Victor Garber      | Alias – Die Agentin          | Alexis Denisof für Angel – Jäger der Finsternis James Marsters für Buffy – Im Bann der Dämonen Connor Trinneer für Star Trek: Enterprise John Glover für Smallville Michael Rosenbaum für Smallville                                                                |
| 2004 |                | James Marsters     | Angel – Jäger der Finsternis | Victor Garber für Alias – Die Agentin Alexis Denisof für Angel – Jäger der Finsternis Nick Stahl für Carnivàle John Glover für Smallville Michael Rosenbaum für Smallville                                                                                          |
| 2005 |                | Terry O’Quinn      | Lost                         | James Marsters für Angel – Jäger der Finsternis Dominic Monaghan für Lost Michael Rosenbaum für Smallville Michael Shanks für Stargate – Kommando SG-1 Kyle MacLachlan für The Quest – Jagd nach dem Speer des Schicksals                                           |
| 2006 |                | James Callis       | Battlestar Galactica         | Jamie Bamber für Battlestar Galactica Adewale Akinnuoye-Agbaje für Lost Terry O’Quinn für Lost Michael Rosenbaum für Smallville Sam Neill für Bermuda Dreieck – Tor zu einer anderen Zeit                                                                           |
| 2007 |                | Masi Oka           | Heroes                       | James Callis für Battlestar Galactica James Remar für Dexter Greg Grunberg für Heroes Michael Emerson für Lost Josh Holloway für Lost |
| 2008 |                | Michael Emerson    | Lost                         | Erik King für Dexter Greg Grunberg für Heroes Masi Oka für Heroes Josh Holloway für Lost Terry O’Quinn für Lost |
| 2009 |                | Adrian Pasdar      | Heroes                       | Milo Ventimiglia für Heroes Henry Ian Cusick für Lost Michael Emerson für Lost Josh Holloway für Lost Thomas Dekker für Terminator: The Sarah Connor Chronicles |
| 2010 |                | Aaron Paul         | Breaking Bad                 | John Noble für Fringe – Grenzfälle des FBI Aldis Hodge für Leverage Jeremy Davies für Lost Michael Emerson für Lost Alexander Skarsgård für True Blood |
| 2011 |                | John Noble         | Fringe – Grenzfälle des FBI  | Michael Emerson für Lost Dean Norris für Breaking Bad Terry O’Quinn für Lost Aaron Paul für Breaking Bad Lance Reddick für Fringe – Grenzfälle des FBI Steven Yeun für The Walking Dead                                                                             |
| 2012 |                | Aaron Paul         | Breaking Bad                 | Giancarlo Esposito für Breaking Bad Kit Harington für Game of Thrones Joel Kinnaman für The Killing John Noble für Fringe – Grenzfälle des FBI Bill Pullman für Torchwood: Miracle Day Norman Reedus für The Walking Dead                                           |
| 2013 |                | Jonathan Banks     | Breaking Bad                 | Giancarlo Esposito für Revolution Todd Lasance für Spartacus: War of the Damned Colm Meaney für Hell on Wheels David Morrissey für The Walking Dead John Noble für Fringe – Grenzfälle des FBI                                                                      |
| 2014 |                | Aaron Paul         | Breaking Bad                 | Nikolaj Coster-Waldau für Game of Thrones Erik Knudsen für Continuum David Lyons für Revolution Dean Norris für Under the Dome James Purefoy für The Following |
| 2015 |                | Laurence Fishburne | Hannibal                     | David Bradley für The Strain Sam Heughan für Outlander Erik Knudsen für Continuum Norman Reedus für The Walking Dead Richard Sammel für The Strain |
| 2016 |                | Richard Armitage   | Hannibal                     | Vincent D’Onofrio für Marvel’s Daredevil Kit Harington für Game of Thrones Toby Jones für Wayward Pines Erik Knudsen für Continuum Lance Reddick für Bosch David Tennant für Marvel’s Jessica Jones Patrick Wilson für Fargo                                        |
| 2017 |                | Ed Harris          | Westworld                    | Linden Ashby für Teen Wolf Mehcad Brooks für Supergirl Kit Harington für Game of Thrones Lee Majors für Ash vs Evil Dead Norman Reedus für The Walking Dead Jeffrey Wright für Westworld                                                                            |
| 2018 |                | Michael McKean     | Better Call Saul             | Nikolaj Coster-Waldau für Game of Thrones Miguel Ferrer für Twin Peaks Kit Harington für Game of Thrones Doug Jones für Star Trek: Discovery Christian Kane für The Quest – Die Serie Khary Payton für The Walking Dead Evan Peters für American Horror Story: Cult |
| 2019 |                | Peter Dinklage     | Game of Thrones              | Jonathan Banks für Better Call Saul Nikolaj Coster-Waldau für Game of Thrones David Harewood für Supergirl Ed Harris für Westworld Lennie James für Fear the Walking Dead Khary Payton für The Walking Dead                                                         |
| 2021 |                | Doug Jones         | Star Trek: Discovery         | Jonathan Banks für Better Call Saul Tony Dalton für Better Call Saul Michael Emerson für Evil Richard Rankin für Outlander Norman Reedus für The Walking Dead Luke Wilson für Stargirl                                                                              |
| 2022 | Netzwerk/Kabel | Jonathan Banks     | Better Call Saul             | Tony Dalton für Better Call Saul Patrick Fabian für Better Call Saul Harvey Guillén für What We Do in the Shadows Michael Mando für Better Call Saul Michael James Shaw für The Walking Dead Brandon Scott Jones für Ghosts                                         |
|      | Streaming      | Elliot Page        | The Umbrella Academy         | Zach Cherry für Severance Ethan Hawke für Moon Knight Joel Kinnaman für For All Mankind Ethan Peck für Star Trek: Strange New Worlds Joseph Quinn für Stranger Things John Turturro für Severance                                                                   |
| 2024 |                | Jonathan Frakes    | Star Trek: Picard            | Harvey Guillén für What We Do in the Shadows Ernie Hudson für Quantum Leap – Zurück in die Vergangenheit Ethan Peck für Star Trek: Strange New Worlds Edward Speleers für Star Trek: Picard Matt Smith für House of the Dragon Todd Stashwick für Star Trek: Picard |
| 2025 |                | Antony Starr       | The Boys                     | Matt Berry für What We Do in the Shadows Brandon Scott Jones für Ghosts Lamorne Morris für Fargo Aaron Moten für Fallout Matt Smith für House of the Dragon Henry Thomas für Der Untergang des Hauses Usher                                                         |